# Венгрия на летней Универсиаде 1959
Венгрия на первой летней Универсиаде в Турине (Италия) заняла 4-е место в общекомандном медальном зачёте, завоевав 13 медалей (6 золотых, 5 серебряных, 2 бронзовых). В медальном зачёте по фехтованию сборная Венгрии была первой.
Чемпионами Универсиады стали: Бела Секереш (лёгкая атлетика, мужчины, бег на 1500 метров), Гиула Живицки (лёгкая атлетика, мужчины, метание молота), Георгие Хегедуш (лёгкая атлетика, женщины, метание диска), Кадар (плавание, мужчины, 1500 метров вольным стилем), Иштван Каус (фехтование, мужчины, шпага) и мужская сборная по фехтованию на саблях.

## Медалисты

### Золото
| Золото |                 |                                                   |
| №      | Спортсмены      | Вид спорта (дисциплина)                           |
| 1      | Бела Секереш    | Лёгкая атлетика (мужчины, бег на 1500 метров)     |
| 2      | Гиула Живицки   | Лёгкая атлетика (мужчины, метание молота)         |
| 3      | Георгие Хегедуш | Лёгкая атлетика (женщины, метание диска)          |
| 4      | Кадар           | Плавание (мужчины, 1500 метров вольным стилем)    |
| 5      | Иштван Каус     | Фехтование (мужчины, шпага)                       |
| 6      | Сборная Венгрии | Фехтование (мужчины, сабля, командное первенство) |

### Серебро
| Серебро |                                 |                                                          |
| №       | Спортсмены                      | Вид спорта (дисциплина)                                  |
| 1       | Сборная Венгрии по водному поло | Водное поло (мужчины)                                    |
| 2       | Жигмонд Надь                    | Лёгкая атлетика (мужчины, толкание ядра)                 |
| 3       | Гергели Кульчар                 | Лёгкая атлетика (мужчины, метание копья)                 |
| 4       | Сборная Венгрии                 | Плавание (мужчины, эстафета 4х200 метров вольным стилем) |
| 5       | Сборная Венгрии                 | Фехтование (мужчины, рапира, командное первенство)       |

### Бронза
| Бронза |                 |                                                   |
| №      | Спортсмены      | Вид спорта (дисциплина)                           |
| 1      | Ида Бучани      | Лёгкая атлетика (женщины, метание диска)          |
| 2      | Сборная Венгрии | Фехтование (мужчины, шпага, командное первенство) |